# Felanitx
Felanitx là một đô thị trên đảo Mallorca, thuộc quần đảo Baleares, Tây Ban Nha. Diện tích 169.57km², dân số năm 2005 là 16.566 người.
Felanitx là một thị trấn cổ cách thủ phủ Palma 48 km.
39°28′B 3°08′Đ / 39,467°B 3,133°Đ